# Canvas3
『Canvas3 〜白銀のポートレート〜』（キャンバススリー はくぎんのポートレート）は2009年3月20日にF&C・FC01より発売された18禁恋愛アドベンチャーゲーム。略称はC3。ポートレート(portrait)は肖像画の意味。

## 概要
『Canvas 〜セピア色のモチーフ〜』、『Canvas2 〜茜色のパレット〜』の続編にあたる。本作は、今までの作品（スピンオフである『なでしこ 〜朱色のらせん〜』を含む）の舞台である撫子学園の姉妹校・繚乱学園を舞台としている。
2009年9月17日にはPlayStation 2版『Canvas3 〜淡色のパステル〜』がGN Softwareより発売された。発表された3月30日には夏発売とされ、4月30日には7月30日に発売することが決定したが、6月30日に延期が発表され9月17日発売となった。また2010年4月22日にはPlayStation Portable版『Canvas3 〜七色の奇跡〜』が発売。
さらに、2011年7月15日には、Android端末向けゲームアプリマーケット「Gゲー」でも配信された。
2009年12月29日には「コミックマーケット77」にてPC版のファンディスク『VALENTINE PINK』が発売された。『VALENTINE PINK』は、涼、遊佐、恋華のアフターストーリーをつづったものであったが、後に要望を受け利奈と菜々美のアフターを追加した『VALENTINE PINK 〜パーフェクトエディション〜』としてバージョンアップし、2010年4月23日に発売された。コミケ版にパッチを追加する形の『VALENTINE PINK 〜パーフェクトエディション〜 アペンドディスク』も同日よりダウンロード販売されている。

## 物語
美術部の部長である山吹学は画家の道を目指していたが、父親の反対にあう。桜花展で金賞を取れたら夢を追うことを許す、という父親の条件を飲み、コンクールに出展する絵のモチーフを考える学だったが、なかなかモチーフは決まらなかった。そんな折、学園のアイドル的存在である朝里利奈と偶然知り合ったことから、学の周囲は大きく動き出すことになる。

## 登場人物
声優は、PC版 / PS2版の順。
山吹 学（やまぶき まなぶ）
誕生日：7月14日。星座：蟹座。血液型：A型。右利き。
繚乱学園2年で美術部の現在の部長。美術展ではそれなりの評価を得ている。父と賭けをしており、今回の桜花展で金賞を受賞しなければ画家を諦める事になっており、それがプレッシャーとなってモチーフが浮かばないでいる。幼い頃に描いた「氷上の天使」を越える作品を掛けない事も原因の一つとなっており、モデルとなった人物を探している。両親が不在な事も多いため料理の腕はなかなか。
朝里 利奈（あさと りな）
声 - 夏野こおり / 同左
誕生日：6月15日。星座：双子座。血液型：AB型。身長：157cm。3サイズ：82/54/81。右利き。
繚乱学園1年で学園のアイドル。からまれているところを学に助けられたのをキッカケに美術部に入部。学のことを「ガク先輩」と呼ぶ。とある事情から一人暮らしをしており、周囲には秘密にしている。幼い頃はスケート選手を目指していたが、故障で諦めた過去を持つ。
第一回キャラクター人気投票では投票終了日まで1位だったが、不正投票分が大幅に削除され、1位と6票差の5595票で2位になった。
第二回キャラクター人気投票では2735票で第一回と同じく2位。
長橋 涼（ながはし りょう）
声 - 奈良輪由宇 / 同左
誕生日：9月6日。星座：乙女座。血液型：O型。身長：155cm。3サイズ：71/53/77。右利き。
繚乱学園2年で、学の幼なじみ。実家は惣菜屋だが料理の腕は最悪（両親に「（器具を壊して）店を休業にさせる気か」と怒られる程で台所は出入り禁止に）。恋に不器用で学を前にすると言葉を濁したり誤魔化したりする。美術部ではカメラ担当。ボーイッシュで竹を割ったような性格。胸がない事がコンプレックス。
第一回キャラクター人気投票では1630票の4位。第二回キャラクター人気投票では4位と1票差の1604票で3位。
木通 遊佐（あけび ゆさ）
声 - 風音 / 同左
誕生日：4月26日。星座：牡牛座。血液型：B型。身長：158cm。3サイズ：91/57/83。左利き。
繚乱学園3年。美術部の前部長。才色兼備でアケビグループのお嬢様だが、それを鼻にかけない。チョコバナナ牛乳が好物。
既に引退しているが、卒業後は海外への留学が決まっており、未だに美術部に顔を出している優等生。「氷上の天使」を見て以降年下の学の事を尊敬している。普通に接してくれる部員たちを大切に思っている。絵画の腕前はかなりのもので学より高評価を得ているが、本人は学の方がいいと評価している。
第一回キャラクター人気投票では5601票を集め、僅差ながらも1位を獲得した。
第二回キャラクター人気投票では総投票数の約4割となる4939票で第一回と同じく1位。
千種 菜々美（ちぐさ ななみ）
声 - 木村あやか / 遠藤綾
誕生日：2月6日。星座：水瓶座。血液型：O型。身長：164cm。3サイズ：88/59/87。右利き。
繚乱学園の美術教師にして美術部顧問。生徒たちからは「なな先生」と呼ばれる。寒がりでバーベキューにも屋外用のストーブを持ち出すほか、美術準備室には炬燵まで設置している。同様の理由から、休日は主人公達しか来ないことをいいことに、ちゃんちゃんこを着て炬燵に入りながら寝ていることも多い。
ドジなため美術教材などを運ぶ際に学を呼びつけることも多いが、しかし注意を促すも意味がなく、教材及び備品は壊れる（本人はそう思っているが正確には壊す）。理事長であり『アクロウム・エチュード Canvas4』のヒロインである鷺ノ宮紬理事長との仲を理由に再度購入してもらうが、その都度破壊してしまう。
第一回、第二回キャラクター人気投票では共に5位だったが、922票から1475票と唯一票数は伸びた。
山吹 恋華（やまぶき れんげ）
声 - 立花あや / 南條愛乃
誕生日：4月8日。星座：牡羊座。血液型：AB型。身長：148cm。3サイズ：73/55/76。右利き。
繚乱学園1年で、学の実の妹。寝起きは悪く、学に起こしてもらっている。幼い頃は身体が弱く家族に迷惑を掛けていたが、学に絵の素晴らしさを教わり興味を持つようになる。腕の方はイマイチだが、独特の感性があり人を魅了させる才能がある。
学を「お兄さん」と呼んで懐いており、好き嫌いをはっきり言う性格。
第一回キャラクター人気投票では1682票の3位、第二回キャラクター人気投票では3位と1票差の1603票で4位。
束原 観那（つかはら かんな）
声 - なし / 中原麻衣
誕生日：8月3日。星座：獅子座。血液型：A型。身長：171cm。3サイズ：94/57/87。左利き。
PS2版の追加ヒロイン。繚乱学園3年生で図書委員。
成績は中の上だが、教師からは問題児として扱われており、出席日数が足りないために無理矢理図書委員にされた。本というより活字が嫌いで、当番の時は機嫌が悪く誰も図書館に近づこうとしない。学の家の近所にある空手道場で子供たちに空手を教えている。妹とは離れて暮らしているが、大切に思っている。普段は優しい笑顔を振りまくが、本のある場所だと人が変わる。
父は天文学者、母は生物学者で世界中を忙しく飛び回っており、なかなか話す機会がない。幼い頃は父の書斎で物理学の本を読んで何となく理解し、周囲に天才ともてはやされたが、いつからか活字を拒絶するようになり、空手を教えている祖母の家に引き取られることとなった。現在は黒帯。天体観測が趣味で新星雲を発見・発表したことで、学者たちの間で注目の的。
走り屋達の間ではそれなりに有名で大型バイクで颯爽と走り抜ける事から、「椿市の黒蝶」と呼ばれているらしい。遊佐いわく、高速道路で名だたるスポーツカーをごぼう抜きにするほど。バイクは祖母のものらしい。ツンデレで好きな人の前でつい強がってしまうが実はさみしがり屋。沖縄料理が得意。好きな人にはご飯を多く盛る癖があるらしい。
束原 柊（つかはら ひいらぎ）
声 - なし / 下田麻美
誕生日：12月28日。星座：射手座。血液型：A型。身長：158cm。3サイズ：74/53/80。左利き。
PSP版の追加ヒロイン。観那の妹。繚乱学園1年生。
本来は中学2年生だが、姉と同じ学校に通学したいという理由で、飛び級で繚乱学園に入学した。ハーワード大学の大学院に在籍。
一人称は「ボク」。虫が好きで、趣味は昆虫採集。いくつも新種の発表をしており、それなりに有名。じっとしている事が苦手。姉の観那とは長い間離れて暮らしているが、仲は良い。かなりの方向音痴でそれを認めようとしない。学と出会ってから何かとからむようになり、懐くようになる。さみしがり屋で、一人でいる事をなるべく避けている。
堺 悠太（さかい ゆうた）
声 - 後野勝彦 / 同左
繚乱学園2年。主人公の親友で、涼とも昔からの友人。

## スタッフ
- プロデューサー：瑞原奈緒
- ディレクター：弥七
- 原画家：たにはらなつき、ひなた睦月、魚
- シナリオライター：雨野智晴、宮村優、葉月もれび、たけうちこうた、望月JET
- コンシューマー版追加シナリオ：クワ道

## 主題歌
- オープニングテーマ「この声が届いたら」
- エンディングテーマ「星のパルス」
作詞：riya、作曲編曲：菊地創、歌：eufonius
- 利奈イメージソング「Candy girl」
作詞：Duca、作曲・編曲：東タカゴー、歌：加瀬愛奈
- 涼イメージソング「Rainbow」
作詞：ひみこ、作曲・編曲：水上裕規、歌：霜月はるか
- 遊佐イメージソング「満天の星」
作詞：ひみこ、作曲・編曲：水上裕規、歌：みとせのりこ
- 菜々美イメージソング「蕾」
作詞：Duca、作曲・編曲：ANZE HIJIRI、歌：Duca[4]
- 恋華イメージソング「cotton candy」
作詞：ひみこ、作曲・編曲：水上裕規、歌：茶太
- 観那イメージソング「ココロの扉」
作詞：kanoko、作曲・編曲：HIR、歌：Rita
- 柊イメージソング「タカラモノ」
作詞：日山尚、作曲・編曲：HIR、歌：真理絵

## 購入特典
PC版
- 初回特典：オリジナルドラマCD「激論!?　女だらけの恋愛討論会!」+C3ラフスケッチデータ+C3ゲストイラストブック
- 店舗特典
  - ソフマップ：描き下ろしフルカラーベッドシーツカバー+ドラマCD「ちょっとエッチな悠太くんの妄想大作戦」
  - Amazon.co.jp：ドラマCD「第一回繚乱学園美術部料理対決!!」
  - メッセサンオー、ラオックス、げっちゅ屋、メディオ!、とらのあな、ヨドバシカメラ、ゲーマーズ、コムロード、グッドウィル：描き下ろしテレカ
  - ファミーズ、お宝創庫、シーガル、古川電気、メディアランド秋葉原店、メロンブックス、お宝中古市場、DMM.com：準描き下ろしテレカ
  - 宝島、ぷらてぃあ、パソコンショップアリス：オリジナルテレカ

PS2版
- 初回特典：たにはらなつき描き下ろし束原観那クッションカバー、オリジナルドラマCD「追憶の精霊」

PSP版
- 初回特典：たにはらなつき描き下ろし束原柊クッションカバー、オリジナルドラマCD

## ノベライズ
サン出版のアダルトゲーム雑誌「BugBug」2009年1月号から5月号まで藤原将による全五回の連載小説が掲載された。

## コミカライズ
秋田書店の漫画雑誌「チャンピオンRED いちご」のVOL.11よりVOL.17まで漫画版（原作：雨野智晴、漫画：宇佐美渉）が連載された。（VOL.11は予告編、第1話はVOL.12）

## 関連商品
CD
- Canvas3～白銀のポートレート～ 主題歌「この声が届いたら」（2009年3月18日発売、KDSD-00269、TEAM Entertainment）
- Canvas3～白銀のポートレート～ オリジナルサウンドトラック（2009年4月8日発売、KDSD-00270-271、TEAM Entertainment）